# Санді-Гук (Меріленд)
Санді-Гук (англ. Sandy Hook) — переписна місцевість (CDP) в США, в окрузі Вашингтон штату Меріленд. Населення — 168 осіб (2020).

## Географія
Санді-Гук розташоване за координатами 39°19′43″ пн. ш. 77°42′19″ зх. д. / 39.32861° пн. ш. 77.70528° зх. д. (39.328508, -77.705144).  За даними Бюро перепису населення США в 2010 році переписна місцевість мала площу 0,56 км², уся площа — суходіл.

## Демографія
Згідно з переписом 2010 року, у переписній місцевості мешкало 188 осіб у 66 домогосподарствах у складі 49 родин. Густота населення становила 337 осіб/км².  Було 81 помешкання (145/км²).
Расовий склад населення:
| - 98,9 % — білих - 0,5 % — корінних американців |

До двох чи більше рас належало 0,5 %. Частка іспаномовних становила 0,0 % від усіх жителів.
За віковим діапазоном населення розподілялося таким чином: 23,4 % — особи молодші 18 років, 60,6 % — особи у віці 18—64 років, 16,0 % — особи у віці 65 років та старші. Медіана віку мешканця становила 39,7 року. На 100 осіб жіночої статі у переписній місцевості припадало 89,9 чоловіків;  на 100 жінок у віці від 18 років та старших — 89,5 чоловіків також старших 18 років.
За межею бідності перебувало 71,7 % осіб, у тому числі 100,0 % дітей у віці до 18 років та 32,1 % осіб у віці 65 років та старших.
Цивільне працевлаштоване населення становило 66 осіб. Основні галузі зайнятості: будівництво — 65,2 %, освіта, охорона здоров'я та соціальна допомога — 18,2 %.